# Гарбуз, Константин Геннадьевич
Константи́н Генна́дьевич Га́рбуз (род. 19 февраля 1988, Бийск, Алтайский край) — российский футболист, защитник (ранее — нападающий).

## Карьера

### Клубная

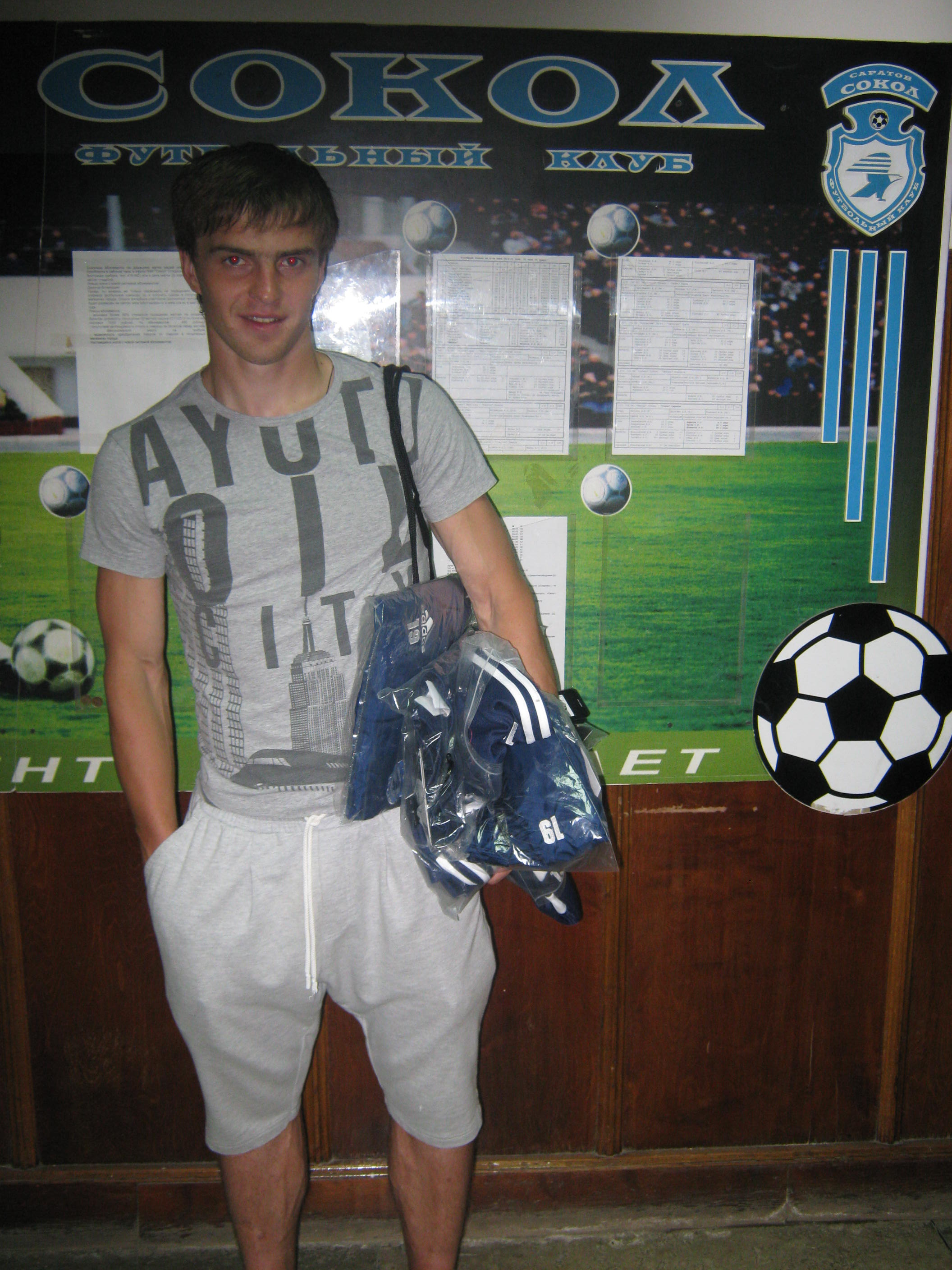
Гарбуз в составе «Сокола»

Воспитанник алтайского футбола. Футболом начал заниматься с семи лет в ДЮСШ № 2 города Бийска (первый тренер — Михаил Иванович Чмых). В детстве играл на позиции центрального и левого полузащитника.
Профессиональную карьеру начал в 2004 году в дубле волгоградского «Ротора», где выступал полтора года, проведя девять встреч. Вторую половину сезона 2005 года провёл на правах аренды в камышинском «Текстильщике», где играл на позиции нападающего. Четырежды отличился забитыми голами в десяти играх.
В 2006 году стал игроком клуба премьер-лиги «Ростов», где в основном играл за молодёжную команду. Дебют в высшем дивизионе состоялся 26 ноября 2006 года в поединке последнего тура против московского «Локомотива», когда Гарбуз заменил на 75-й минуте Дмитрия Бурмистрова.
В 2008 году пополнил ряды хабаровской «СКА-Энергии». За два сезона в команде провёл 58 встреч, дважды забивал голы. Перед началом сезона 2010 года стал игроком клуба второй лиги «Тюмень», где 16 раз появлялся на поле.
Переходный чемпионат 2011/12 провёл в составе омского «Иртыша». Именно здесь Гарбуз по предложению Александра Дорофеева был переведён из полузащитной линии в защиту. Всего в составе омичей провёл 31 матч, в которых дважды отметился голами. Летом 2012 года перешёл в саратовский «Сокол», где был одним из основных игроков коллектива. По окончании сезона покинул команду.
2 июля 2013 года стал игроком нальчикского «Спартака», подписав с клубом контракт на два года. Дебют состоялся 7 июля 2013 года в матче первого тура ФНЛ против «Мордовии». В январе 2014 года контракт с игроком был расторгнут по обоюдному согласию сторон. Причиной такого решения стало нестабильное финансовое положение клуба. В составе клуба провёл 23 встречи.
18 февраля 2014 года подписал соглашение с воронежским «Факелом». Дебютировал в новом клубе 15 апреля в домашнем матче против брянского «Динамо». По окончании сезона покинул команду, проведя в составе воронежцев десять встреч, в которых отметился одним голом.
Перед началом сезона 2014/15 заключил контракт с клубом ФНЛ «Енисей» из Красноярска. Дебют состоялся 12 июля 2014 года в матче второго тура первенства против «Томи». Отыграв год, Гарбуз подписал контракт с нижегородской «Волгой».
Летом 2016 года перешёл в футбольный клуб «Тосно». Дебютировал 11 июля в игре против «Химок». 21 августа в матче против «Енисея» забил первый гол за «Тосно». 4 июня 2017 перешёл в «Енисей».

## Личная жизнь
Являлся студентом Волгоградской государственной академии физической культуры. Женат. Жена Ксения, сын Савелий (родился в 2012 году).

## Статистика выступлений
| Команда                   | Сезон            | Чемпионат        | Чемпионат | Чемпионат | Кубок | Кубок | Итого | Итого |
| Команда                   | Сезон            | Уров.            | Игры      | Голы      | Игры  | Голы  | Игры  | Голы  |
| ------------------------- | ---------------- | ---------------- | --------- | --------- | ----- | ----- | ----- | ----- |
| Ротор-2 (Волгоград)       | 2004             | III              | 4         | 0         | 0     | 0     | 4     | 0     |
| Ротор-2 (Волгоград)       | 2005             | III              | 5         | 0         | 3     | 0     | 8     | 0     |
| Ротор-2 (Волгоград)       | Итого            | Итого            | 9         | 0         | 3     | 0     | 12    | 0     |
| Текстильщик (Камышин)     | 2005             | III              | 10        | 4         | 0     | 0     | 10    | 4     |
| Ростов (Ростов-на-Дону)   | 2006             | I                | 1         | 0         | 1     | 0     | 2     | 0     |
| Ростов (Ростов-на-Дону)   | 2007             | I                | 1         | 0         | 2     | 0     | 3     | 0     |
| Ростов (Ростов-на-Дону)   | Итого            | Итого            | 2         | 0         | 3     | 0     | 5     | 0     |
| СКА-Энергия (Хабаровск)   | 2008             | II               | 30        | 1         | 1     | 0     | 31    | 1     |
| СКА-Энергия (Хабаровск)   | 2009             | II               | 28        | 1         | 3     | 1     | 31    | 2     |
| СКА-Энергия (Хабаровск)   | Итого            | Итого            | 58        | 2         | 4     | 1     | 62    | 3     |
| Тюмень                    | 2010             | III              | 16        | 0         | 1     | 0     | 17    | 0     |
| Иртыш (Омск)              | 2011/12          | II               | 31        | 2         | 1     | 0     | 32    | 2     |
| Сокол (Саратов)           | 2012/13          | III              | 30        | 1         | 4     | 1     | 34    | 2     |
| Спартак-Нальчик           | 2013/14          | II               | 23        | 0         | 0     | 0     | 23    | 0     |
| Факел (Воронеж)           | 2013/14          | III              | 10        | 1         | 0     | 0     | 10    | 1     |
| Енисей (Красноярск)       | 2014/15          | II               | 32        | 0         | 1     | 0     | 33    | 0     |
| Волга (Нижний Новгород)   | 2015/16          | II               | 36        | 4         | 2     | 0     | 38    | 0     |
| Тосно                     | 2016/17          | II               | 22        | 2         | 1     | 0     | 23    | 2     |
| Енисей (Красноярск)       | 2017/18          | II               | 18        | 4         | 0     | 0     | 18    | 4     |
| Тамбов (Красноярск)       | 2018/19          | II               | 2         | 0         | 1     | 0     | 3     | 0     |
| СКА-Хабаровск (Хабаровск) | 2018/19          | II               | 15        | 0         | 0     | 0     | 15    | 0     |
| Енисей (Красноярск)       | 2019/20          | II               | 6         | 0         | 1     | 0     | 7     | 0     |
| Енисей (Красноярск)       | 2020/21          | II               | 10        | 0         | 0     | 0     | 10    | 0     |
| Енисей (Красноярск)       | 2021/22          | II               | 2         | 0         | 1     | 0     | 3     | 0     |
| Енисей (Красноярск)       | Итого            | Итого            | 18        | 0         | 2     | 0     | 20    | 0     |
| Динамо (Барнаул)          | 2022/23          | III              | 18        | 1         | 1     | 0     | 19    | 1     |
| Всего за карьеру          | Всего за карьеру | Всего за карьеру | 350       | 21        | 24    | 2     | 374   | 23    |

(откорректировано по состоянию на 10 июля 2024; без учёта контрольных матчей и матчей кубка ФНЛ)
Источники:
- Статистика выступлений взята со Sportbox.ru